# Liste der Kirchen im Landkreis Gotha
Diese Liste enthält die Kirchengebäude im Landkreis Gotha in Thüringen.

## Liste
In der Liste sind über 100 historische Kirchengebäude im Kreis aufgeführt. Die Friedhofskapellen wurden hierbei nicht berücksichtigt. Die Sortierung erfolgt nach dem Ortsnamen. Sie kann durch Anklicken des kleinen Pfeilsymbols hinter der Spaltenüberschrift wahlweise geändert werden.

## A
| Bild | Ort         | Kirchspiel Zugehör. | Name der Kirche      | Konf. | Bemerkungen | Geo- koordinaten             |
| ---- | ----------- | ------------------- | -------------------- | ----- | --- | ---------------------------- |
|      | Altenbergen | Finsterbergen       | Emmanuelkirche       | Ev.   | Die erste Kirche wurde als Holzkirche 1662 errichtet; die von 1710 bis 1712 erbaute Saalkirche besitzt eine Doppelempore und einen Dachreiter. Die Ausmalung wurde 1913 neu gestaltet. Auf dem freistehenden Kanzelaltar befindet sich eine Miniaturausgabe des Kandelabers, der an Bonifatius und die Johanneskirche auf dem Alteberg erinnert. | 50° 50′ 13″ N, 10° 37′ 41″ O |
|      | Apfelstädt  | Apfelstädt          | St. Walpurgis        | Ev.   | Erbaut im 11. Jh., Süd- und Nordwand teils romanischen Ursprungs, Chor aus 1434, Langhaus aus 1491, Turm aus 1396, Tonnendecke aus dem 17. Jh., neoklassische Innenausstattung, saniert 1992–2000. Neuer Altar aus 2009. | 50° 54′ 1″ N, 10° 53′ 16″ O  |
|      | Aspach      | Metebach            | St.-Udalricus-Kirche | Ev.   | Erbauung 1417 (lt. Dr. August Beck) oder 1519 (lt. Lehfeldt). Der Turm steht an der Südwestecke eines Langhauses von 1871, das anstelle eines Gebäudes von 1614 errichtet wurde. | 50° 57′ 9″ N, 10° 35′ 42″ O  |

## B
| Bild | Ort       | Kirchspiel Zugehör. | Name der Kirche        | Konf. | Bemerkungen | Geo- koordinaten            |
| ---- | --------- | ------------------- | ---------------------- | ----- | --- | --------------------------- |
|      | Ballstädt | Molschleben         | St.-Petri-Kirche       | Ev.   | Stattliches Gebäude mit Kreuzgratgewölbe im Erdgeschoss, Maßwerkfenstern und dreiseitigem Chorabschluss vor 1500 errichtet, der nach Norden versetzte Turm wurde bereits im 14. Jahrhundert errichtet. Die Innengestaltung entstand im Jahr 1696. | 51° 2′ 7″ N, 10° 42′ 55″ O  |
|      | Bienstädt | Bienstädt           | Friedenskirche         | Ev.   | Die Kirche ist aus dem Jahr 1811 mit Turm der Vorgängerkirche. | 51° 1′ 3″ N, 10° 51′ 5″ O   |
|      | Boilstädt | Sundhausen          | «Zur Himmelspforte»    | Ev.   | Der Turm der heutigen Kirche steht auf mittelalterlichen Grundmauern eines Vorgängerbaus. Die heutige Kirche wurde 1709 errichtet, bereits 1748 erfolgten erste Umbauten. Im Inneren besitzt die Kirche nur eine umlaufende Empore, was der zahlenmäßigen Größe der Kirchgemeinde entsprach. Das hölzerne Deckengewölbe wurde als Spiegelgewölbe errichtet. | 50° 55′ 13″ N, 10° 41′ 2″ O |
|      | Brüheim   | Sonneborn           | St.-Vitus-Kirche       | Ev.   | Die Kirche besteht aus einem spätromanischen Turm mit quadratischem Grundriss auf der Ostseite und einem Langhaus von 1800, darin eingebaut eine Doppelempore unter dem hölzernen Muldengewölbe. Der Taufstein und ein Kruzifix aus dem 13. Jahrhundert sind noch vorhanden. | 51° 0′ 2″ N, 10° 35′ 5″ O   |
|      | Bufleben  | Goldbach            | St.-Cyriakus-Kirche    | Ev.   | Der erste Kirchenbau entstand um die Wende des 13. Jahrhunderts, der auf der Westseite stehende Turm wurde 1414 angebaut. Weitere An- und Umbauten erfolgten 1560 und 1818. In der Ostmauer befindet sich eine spätgotische Sakramentsnische, die heutige Kanzel wurde 1753 eingebaut, schon 1749 wurde ein Satz Glocken aus Gotha angekauft. | 51° 0′ 5″ N, 10° 44′ 23″ O  |
|      | Burgtonna | Gräfentonna         | Cäcilienkirche (Ruine) | Ev.   | Von der einst imposanten, spätgotischen Kirche steht heute nur noch ein Teil des Chor-Mauerwerks. Die Kirche wurde 1470 errichtet und 1586, 1695 und 1733 umgebaut oder saniert. Statische Probleme im Turm, die sich bereits seit über 100 Jahren durch Risse im Gemäuer bemerkbar machten, führten 1973 zum Einsturz des Turms, dabei wurde auch das Kirchenschiff zerstört. Erst 1988 begann man mit der Enttrümmerung des Ortes. Die Reste der Kirche werden heute für Freiluftkonzerte genutzt. | 51° 4′ 4″ N, 10° 43′ 31″ O  |
|      | Burgtonna | Gräfentonna         | Christus-Kirche        | Ev.   | Die Christuskirche ist eines der jüngsten Gotteshäuser in Thüringen, sie wurde im Dezember 1990 geweiht und ersetzt die 1973 zerstörte Cäcilienkirche, deren Reste gleich daneben stehen. | 51° 4′ 4″ N, 10° 43′ 32″ O  |

## C
| Bild | Ort       | Kirchspiel Zugehör. | Name der Kirche               | Konf. | Bemerkungen | Geo- koordinaten             |
| ---- | --------- | ------------------- | ----------------------------- | ----- | --- | ---------------------------- |
|      | Cabarz    | Tabarz-Cabarz       | Cabarzer Kirche (ohne Namen)  | Ev.   | Eine Kapelle als Filiale von Waltershausen wird 1516 erwähnt. Sie gehörte später zu Langenhain. Bei einem Großbrand im November 1669 brannte die erst 1660 neu erbaute Kirche ab, der Wiederaufbau zog sich von 1670 bis 1673 hin. 1713 konnte eine Orgel angeschafft werden. Im Inneren wurden ein hölzernes Tonnengewölbe und zwei Emporengeschosse eingebaut. 1990 wurde die Turmfront erneuert, später die drei anderen Kirchfassaden. Derzeit (2011) wartet die Kirche auf Schwammbekämpfungsmaßnahmen. | 50° 52′ 46″ N, 10° 30′ 9″ O  |
|      | Cobstädt  | Seebergen           | Martin-Luther-Kirche          | Ev.   | Die Kirche entstand aus einer Kapelle, die nach der Reformation erweitert und zu einer Kirche umgewandelt wurde. Turm mit Jahreszahl 1581. Schlusssteine der östlichen und westlichen Rundbogentüren mit der Jahreszahl 1653. 1720 wurde eine Orgel eingebaut. 1863 wurde eine neue Orgel angeschafft, die noch heute in der Kirche steht. 1887 wurde die Kirche, besonders der Turm, umfänglich restauriert. | 50° 55′ 27″ N, 10° 50′ 6″ O  |
|      | Crawinkel | Crawinkel           | St.-Marien-Kirche             | Ev.   | Der Turm mit gotischem Gewölbe und die Inschrift in der Sakristei sind die ältesten erhaltenen Gebäudeteile von 1421. 1613/14 entstand aus dieser Kapelle eine Kirche. Am 4. Mai 1624, bei einer verheerenden Feuersbrunst im Dreißigjährigen Krieg, wurde diese nebst 11 Wohngebäuden und 116 Scheunen Opfer der Flammen. Der Nachfolgebau wurde unter Einbeziehung des noch vorhandenen Mauerwerks und Turms ab 1754 verändert, die barocke Innenausstattung mit den dreigeschossigen Emporen stammt von 1758, der Taufstein von 1781. Vom 7. bis 11. April 1945 erlebte Crawinkel heftige Kämpfe, wobei auch die Kirche schwere Schäden erlitt. Die letzte Heimsuchung erlebte die bereits einsturzgefährdete Kirche um 1980, als man im Mauerwerk einen starken Hausschwammbefall feststellen musste. Von 1988 bis 1991 gelang die Sanierung. Im September 2001 wurde die aus der Klosterkirche von Bad Klosterlausnitz stammende Poppe-Orgel von 1886 in Dienst genommen. | 50° 46′ 53″ N, 10° 47′ 18″ O |
|      | Cumbach   | Schönau v.d.W.      | Cumbacher Kirche (ohne Namen) | Ev.   | Von der ersten, bereits um 1150 errichteten Kirche blieben geringe Mauerreste erhalten. Das heutige Kirchenschiff entstand 1689 und wurde nach dem Siebenjährigen Krieg 1783 erneuert. Im Inneren wurde eine Doppelempore eingebaut. | 50° 52′ 49″ N, 10° 36′ 47″ O |

## D
| Bild | Ort       | Kirchspiel Zugehör. | Name der Kirche           | Konf. | Bemerkungen | Geo- koordinaten            |
| ---- | --------- | ------------------- | ------------------------- | ----- | --- | --------------------------- |
|      | Dachwig   | Elxleben            | St.-Peter-Kirche          | Ev.   | Laut Chronik gab es im 12. Jahrhundert eine St.-Sebastian-Kapelle, sie wurde mit Einführung der Reformation durch einen Kirchenneubau ersetzt und als St.-Peter-Kirche geweiht. 1400 wurde die Johanneskirche vor dem 1495 errichteten Niedertor gebaut, also außerhalb des ehemaligen Ortes. 1525 war Johann Spinler erster evangelischer Pfarrer in Dachwig. Wegen erheblicher Bauschäden musste die Kirche 1862 abgerissen werden, im November 1863 konnte der Neubau an alter Stelle wieder als St.-Peter-Kirche geweiht werden. 1943 wurde die große Glocke für Kriegszwecke eingeschmolzen. Am 14. Juli 1963 wurde die Kirche nach umfangreicher Renovierung feierlich eingeweiht. Der Kirchplatz wurde 2009 mit alten Pflastersteinen neu gestaltet. | 51° 4′ 36″ N, 10° 51′ 29″ O |
|      | Döllstädt | Herbsleben          | St.-Peter-und-Paul-Kirche | Ev.   | Erbaut 1542, sie geht auf eine Kapelle aus der Klosterzeit zurück. Die Kirche ist ein denkmalgeschütztes Gebäude und wurde mehrfach restauriert. Mehrere Grabplatten stehen an der Innenseite der Kirchhofmauer. Das ehemalige Pfarrhaus ist leider in beklagenswertem baulichem Zustand mit einem verwahrlosten Pfarrgarten. | 51° 4′ 53″ N, 10° 48′ 55″ O |

## E
| Bild | Ort          | Kirchspiel Zugehör.    | Name der Kirche                | Konf. | Bemerkungen | Geo- koordinaten             |
| ---- | ------------ | ---------------------- | ------------------------------ | ----- | --- | ---------------------------- |
|      | Ebenheim     | Metebach               | Ebenheimer Kirche (ohne Namen) | Ev.   | Die im Kern romanische Kirche hat ein langgezogenes Kirchenschiff mit einem rechteckigen Turm (heute mit 2 Glocken). Um- und Ausbauten erfolgten 1601, 1730 und 1844. Der im 15. Jahrhundert ummauerte Kirchhof besitzt eine Toreinfahrt. Im Schiff ist eine umlaufende Empore eingebaut. | 50° 58′ 33″ N, 10° 30′ 47″ O |
|      | Eberstädt    | Sonneborn              | St.-Severi-Kirche              | Ev.   | Die im 18. Jahrhundert errichtete Kirche von Eberstädt wurde ab 1982 restauriert. | 51° 0′ 14″ N, 10° 36′ 31″ O  |
|      | Emleben      | Gotha IV Schlosskirche | St.-Bonifatius-Kirche          | Ev.   | Vom 1443 entstandenen Vorgängerbau stammt der Turm mit Kreuzgratgewölbe. Das um 1870 erneuerte Kirchenschiff ist ein Saalbau im neoromanischen Baustil. Im Inneren wurde eine Doppelempore eingebaut. | 50° 53′ 38″ N, 10° 41′ 53″ O |
|      | Engelsbach   | Finsterbergen          | Christophoruskapelle           | Ev.   | Teile der 1779 errichteten Fachwerkkapelle wurden zeitgleich als Dorfschule genutzt, der Bautyp wird als „Simultangebäude“ bezeichnet und ist eine Besonderheit in der Thüringer Denkmallandschaft. Die Kirchenglocke aus dem 14. Jahrhundert soll von der Johanniskirche auf dem Alteberg stammen. Die von Intriganten der Gothaer Hofgesellschaft beeinflusste Kirchenverwaltung (Oberkonsistorium) verweigerte zunächst die Weihe dieser Kapelle – es ging um Einbußen der Pfarrkirche St. Johannis.             | 50° 52′ 49″ N, 10° 36′ 47″ O |
|      | Ernstroda    | Schönau v.d.W.         | St.-Katharina-Kirche           | Ev.   | Der älteste Bauteil ist der mit Kreuzgratgewölbe und Spitzhelmdach versehene Turm (laut einem in Kopie erhaltenen Stiftungsdokument wurde 1457 mit dem Kirchenbau begonnen). Der heutige Saalbau wurde mit einem geschlossenen Chor 1599 angebaut. Im Inneren wurde unter der stuckverzierten Decke eine Doppelempore eingebaut. Die Ratzmann-Orgel stammt von 1817. Mit einem Knopffest wurde am 19. Juli 1990 die Instandsetzung des Kirchturms gefeiert und 1991 die Inbetriebnahme der funkgesteuerten Turmuhr. | 50° 51′ 53″ N, 10° 37′ 13″ O |
|      | Eschenbergen | Molschleben            | St.-Margareten-Kirche          | Ev.   | Der heutige Saalbau erfolgte auf den Grundmauern einer spätgotischen Kirche. Das Kirchenschiff und die Innenausstattung wurden 1840 renoviert. Der markante Turm besitzt einen im spätgotischen Stil errichteten Spitzhelm. | 51° 1′ 34″ N, 10° 45′ 42″ O  |

## F
| Bild              | Ort             | Kirchspiel Zugehör. | Name der Kirche                         | Konf. | Bemerkungen | Geo- koordinaten                 |
| ----------------- | --------------- | ------------------- | --------------------------------------- | ----- | --- | -------------------------------- |
| Gesamtansicht.jpg | Finsterbergen   | Finsterbergen       | Dreifaltigkeitskirche                   | Ev.   | Die von 1728 bis 1730 erbaute Kirche ersetzte einen Fachwerkbau von 1662. Sie besitzt einen Kanzelaltar aus der Mitte des 18. Jahrhunderts und einen barocken Orgelprospekt von 1790. Das vom Hofmaler Conrad Dörffling mit großflächigen Putz- und Stuckelementen verzierte Kirchenschiff besitzt eine reichhaltige Innenausstattung aus dem 18. Jahrhundert. Decken- und Emporengemälde zeigen eine farbenfreudige Auswahl biblischer Szenen. Die 1830 erneuerte Orgel stammt vom Ohrdrufer Meister Ludwig Ratzmann. | 50° 50′ 3″ N, 10° 35′ 17″ O      |
|                   | Fischbach       | Winterstein         | Jacobuskirche                           | Ev.   | Die schlichte Dorfkirche entstand von 1652 bis 1772 als klassische Saalkirche mit hölzerner Tonne und einer Doppelempore. Weiterhin sind ein Kanzelaltar und eine wertvolle Orgel aus dem 19. Jahrhundert vorhanden. | 50° 53′ 3″ N, 10° 28′ 46″ O      |
|                   | Friedrichroda   | Friedrichroda       | St. Blasius                             | Ev.   | Laut einer Bauinschrift begann man 1511 mit dem Bau des Kirchturms. Das zugehörige Kirchenschiff wurde 1770 durch einen großzügigen Neubau ersetzt. In den 1960er und 1970er Jahren wurden Umbauten im Inneren vorgenommen, dabei wurden zwei Emporengeschosse entfernt. 1999 konnte ein übertünchtes Fresko in Teilbereichen freigelegt werden. | 50° 51′ 28″ N, 10° 33′ 55″ O     |
|                   | Friedrichroda   |                     | St. Karl Borromäus                      | Kath. | Die Kirche wurde um 1901 im neogotischen Baustil errichtet. Sie verfügt über einen Kunstschatz: der einst für die Goslaer Liebfrauenkirche bestimmte spätgotische Schnitzaltar aus dem 15. Jahrhundert. | 50° 51′ 28″ N, 10° 34′ 2″ O      |
|                   | Friedrichroda   |                     | Christuskirche                          | EmK.  | | 50° 51′ 24″ N, 10° 33′ 52″ O     |
|                   | Friedrichroda   |                     | Marienkapelle (auch Schönstatt-Kapelle) | Kath. | Die in einem parkartigen Gelände verborgene Marien-Kapelle ist seit 50 Jahren ein Wallfahrtsort der Schönstatt-Bewegung des Pater Joseph Kentenich (Gedenkstein vor Ort). Sie wurde am 28. Oktober 1954 geweiht. | 50° 51′ 43″ N, 10° 33′ 50″ O     |
|                   | Friedrichroda   | Friedrichroda       | Johanniskapelle, Stift Reinhardsbrunn   | Ev.   | Im Areal der mittelalterlichen Klosteranlage fand die Evangelische Kirche Thüringens einen Ort für das Stift Reinhardsbrunn, es entstanden Schulungs- und Tagungsräume, eine Begegnungsstätte und die 2001 geweihte Johanniskapelle. Diese, auch als „Radfahrerkapelle“ bekannt gewordene Kirche steht im Schlosspark und wird gelegentlich, z. B. an kirchlichen Feiertagen, sakral genutzt. Es handelt sich um einen Nachbau der Johanniskirche des Hl. Bonifatius von 724. Sie soll Taufkirche von Landgraf Ludwig IV. („dem Springer“, Ehegatte der Hl. Elisabeth) gewesen sein. In der Kapelle steht ein Abguss seines Grabsteins, das Original ist in der Eisenacher Georgenkirche. | 50° 52′ 10″ N, 10° 33′ 29″ O     |
|                   | Friedrichswerth | Sonneborn           | Gustav-Adolf-Kirche                     | Ev.   | Die im neogotischen Baustil 1855–1860 errichtete Dorfkirche wurde von einem kinderlosen Ehepaar, dem damaligen Domänenrat Eduard von Hagen und seiner Frau Wilhelmine gestiftet. Der Bau wurde 1860 geweiht und besitzt auf der Westseite einen viergeschossigen Turm. Das rechteckige Langhaus besitzt einen polygonalen Chor. Die Innenmalerei stammt von den Gebrüdern Franz aus Gotha, die Orgel vom Orgelbauer Knauf aus Tabarz. Das Geläute aus drei Glocken erzeugt den Akkord aus E, Gis und H. | 50° 59′ 38″ N, 10° 32′ 38″ O     |
|                   | Friemar         | Friemar             | St.-Veit-Kirche                         | Ev.   | In der Dorfmitte liegt die 1780 nach einem Großbrand erneuerte Kirche, der mächtige Westturm ist ein Überrest des Vorgängerbaus aus dem 14. Jahrhundert. Das 5-achsige Langhaus wird von einem Mansarddach abgeschlossen. Im Inneren wurden eine Doppelempore und Logenplätze für den Kirchenpatron eingebaut. Als Schmuckstück gilt die 1830 vom Tabarzer Orgelbaumeister Johann Valentin Knauf gefertigte Orgel. | 50° 58′ 43,4″ N, 10° 47′ 19,1″ O |
|                   | Fröttstädt      | Hörselgau           | Erlöserkirche                           | Ev.   | Die heutige Kirche wurde im neoromanischen Stil als Ziegelbau im Jahr 1903 errichtet (Architekt: Alfred Cramer 1872–1938). Die zuvor im Ort befindliche spätgotische St.-Alban-Kirche von etwa 1500 war 1868 abgebrochen worden. Als architektonisches Vorbild der neuen Kirche wurde die 1898 errichtete Jerusalemer Erlöserkirche gewählt. Die 1988 eingebauten Buntglasfenster hinter dem Altar tauchen das Innere der Kirche in ein faszinierendes Licht. 1994 wurde eine neue Glocke angeschafft. | 50° 56′ 1″ N, 10° 34′ 22″ O      |

## G
| Bild | Ort              | Kirchspiel Zugehör.                | Name der Kirche                          | Konf.                    | Bemerkungen | Geo- koordinaten             |
| ---- | ---------------- | ---------------------------------- | ---------------------------------------- | ------------------------ | --- | ---------------------------- |
|      | Gamstädt         | Ingersleben                        | St. Michael                              | Ev.                      | Ein Steinquader an der Nordwestecke der Kirche weist das Jahr 1422 aus, jedoch ist nicht bekannt, ob das auch das Baujahr ist. Möglich ist, dass der Stein von einer Vorgängerkirche stammt. Auch das Entstehungsjahr des Kirchenschiffes ist unbekannt. | 50° 56′ 55″ N, 10° 53′ 3″ O  |
|      | Georgenthal      | Tambach-Dietharz                   | St. Elisabeth                            | Ev.                      | Während des Bauernkrieges wurde ein Großteil der Gebäude des Klosters Georgenthal 1525 zerstört. Die romanische Klosterkirche wurde zum Steinbruch und weitgehend abgetragen. Die heutige Kirche, die seinerzeit als Kapelle für die Klosterbediensteten und Bauern aus den umliegenden Klosterdörfern diente, entging den Zerstörungen. 1604 wurde die Kirche modernisiert, 1640–1675 war St.-Elisabeth vorübergehend als Residenzkirche in Gebrauch. Erst 1767 wurde die erste Orgel beschafft, sie stammte von der Schlosskirche zu Reinhardsbrunn. Eine Kostbarkeit stellen die um die Jahrhundertwende eingebauten farbigen Fenster mit Motiven aus der Georgenthaler Geschichte dar. | 50° 49′ 46″ N, 10° 39′ 34″ O |
|      | Gierstädt        | Bienstädt                          | St. Bonifatius                           | Ev.                      | Die Kirche am Kirchberg über Gierstädt am Waldrand wurde 1844/46 erbaut, vereint englische und deutsche Neugotik sowie italienische Renaissance. Die Kirche gilt als eine der schönsten der Umgebung. Alte Grabdenkmäler auf dem Kirchhof. | 51° 2′ 27″ N, 10° 49′ 22″ O  |
|      | Goldbach         | Goldbach                           | St. Peter                                | Ev.                      | Die heutige Kirche wurde 1518 im spätgotischen Baustil begonnen, auf der Südseite befindet sich das Hauptportal. Der Turm verfügt über Maßwerkfenster und 6 Geschosse, im Inneren sind im Erdgeschoss noch die Kreuzrippengewölbe vorhanden. Zum Inventar gehören ein Opferstock und ein bemalter Taufstein aus dem 16. Jahrhundert. | 50° 59′ 40″ N, 10° 39′ 28″ O |
|      | Gospiteroda      | Sundhausen                         | Gospiterodaer Kirche (ohne Namen)        | Ev.                      | Der Chor der 1623 errichteten Kirche ist nach Norden orientiert. Der Turm verfügt im Erdgeschoss über ein steinernes Tonnengewölbe, jetzt als Sakristei genutzt. Die Doppelemporen sind farbenfroh bemalt. | 50° 53′ 17″ N, 10° 38′ 53″ O |
|      | Gotha            | Gotha I (Augustinerkirche)         | Augustinerkirche                         | Ev.                      | Erbaut Mitte des 13. Jh. als Klosterkirche, 1675 Umbau, frühbarocke Ausstattung bis 1680 | 50° 56′ 50″ N, 10° 41′ 58″ O |
|      | Gotha            | kath. Pfarrei St. Bonifatius       | St. Bonifatius                           | Kath.                    | | 50° 57′ 9″ N, 10° 42′ 7″ O   |
|      | Gotha            | ehem. kath. Pfarrei St. Bonifatius | Christkönig                              | rum.-orth., früher kath. | 2019 von römisch-katholischer Kirche an rumänisch-orthodoxe Kirche verkauft | 50° 56′ 11″ N, 10° 42′ 14″ O |
|      | Gotha            | Michaelkirche                      | Evangelisch-altlutherische Kreuzgemeinde | Ev.-altluth.             | | 50° 56′ 35″ N, 10° 42′ 0″ O  |
|      | Gotha            |                                    | Evangelisch-Freikirchliche Gemeinde      | Ev.-freik.               | | 50° 56′ 52″ N, 10° 42′ 19″ O |
|      | Gotha            |                                    | Friedrichskirche                         | Ev.                      | | 50° 56′ 50″ N, 10° 43′ 15″ O |
|      | Gotha            | Gotha (Stadtkirchgemeinde)         | Stadtkirche St.-Margarethen              | Ev.                      | Die spätgotische Hallenkirche wurde von 1494 bis 1543 in der Gothaer Altstadt erbaut. Es folgten Umbauten in den Jahren 1632 und 1725. Die Kriegsschäden aus dem Zweiten Weltkrieg wurden bis 1952 beseitigt. | 50° 57′ 2″ N, 10° 42′ 17″ O  |
|      | Gotha            |                                    | St.-Michael-Kirche                       | Ev.                      | | 50° 56′ 11″ N, 10° 42′ 16″ O |
|      | Gotha            |                                    | Neuapostolische Kirche                   | Neuap.                   | | 50° 56′ 39″ N, 10° 43′ 6″ O  |
|      | Gotha            | Gotha IV (Schlosskirche)           | Schlosskirche                            | Ev.                      | | 50° 56′ 46″ N, 10° 42′ 15″ O |
|      | Gotha            | Gotha (Stadtkirchgemeinde)         | Versöhnungskirche                        | Ev.                      | Seit 1985 ist die Versöhnungskirche das geistliche Zentrum in der Plattenbausiedlung Gotha-West. Sie gilt als eines der wenigen Beispiele von Kirchenbauten in der DDR. Schon 1978 wurde Gotha ins Programm zum Neubau kirchlicher Gebäude aufgenommen, doch die damaligen politisch Verantwortlichen verzögerten den Bau, der in einem sozialistischen Neubaugebiet im Westen der Stadt entstehen sollte. Den Grundstein legte schließlich der damalige Thüringer Landesbischof Werner Leich. Die Kirche wurde finanziert mit einem Kirchenbauprogramm in der DDR, sie entstand auch mit materieller Unterstützung aus den kirchlichen Partnergemeinden Lemgo und Nürtingen.              | 50° 56′ 53″ N, 10° 40′ 38″ O |
|      | Gotha- Siebleben | Gotha (Stadtkirchgemeinde)         | St. Helena                               | Ev.                      | Die im klassizistischen Baustil errichtete Kirche wurde 1828 erbaut und verfügt über einen dreigeschossigen Turm. Die Errichtung erfolgte nahe der Vorgängerkirche St. Marien. | 50° 56′ 34″ N, 10° 44′ 36″ O |
|      | Gotha- Töpfleben | Gotha (Stadtkirchgemeinde)         | Töpfleber Kirche                         | Ev.                      | Die Kirche wurde 1954 von Umsiedlern erbaut, die sich auch in Töpfleben ansiedelten. An jedem ersten Sonntag im Monat findet eine Andacht statt. | 50° 55′ 20″ N, 10° 44′ 16″ O |
|      | Grabsleben       | Ingersleben                        | St. Maria Magdalena                      | Ev.                      | Frühester Bau vermutlich 1568, 1738 wurde eine neue Orgel erbaut, Reparaturen 1788 und 1825. In der Kirche schöne Malereien an der Kanzel und den Brüstungsfeldern der Emporengalerie. Mächtiges Holztonnengewölbe mit aufgemalten Engeln und biblischen Szenen aus dem Anfang des 20. Jahrhunderts. Die Emporenmalerei aus der Entstehungszeit des Kirchenschiffes, dem Beginn des 18. Jahrhunderts mit deutlich dorf- und bauernhaft verwachsenen Malstil. Eine besondere Kostbarkeit ist der in der Kirche aufbewahrte Dreiflügelaltar. | 50° 56′ 11″ N, 10° 50′ 12″ O |
|      | Gräfenhain       | Gräfenhain                         | Dreifaltigkeitskirche                    | Ev.                      | Die Kirche wurde 1727 bis 1748 errichtet. Die hervorragende Akustik der Kirche und die Thielemannsche Orgel von 1728 bis 1731 verschafften ihr bereits in der Bachzeit einen hervorragenden Ruf. Sie wurde 1993–1996 restauriert und zählt zu den bedeutendsten und klangvollsten Barockwerken der Bachzeit in Thüringen. | 50° 49′ 11″ N, 10° 42′ 12″ O |
|      | Gräfentonna      | Gräfentonna                        | St. Peter und Paul                       | Ev.                      | Erster Bau in der zweiten Hälfte des 15. Jh., Neubau 1690, beachtenswerter mittelalterlicher Schnitzaltar, im Unterteil des Turms befindet sich die Gruft für die Grafen von Tonna mit 10 Grabsteinen | 51° 5′ 33″ N, 10° 43′ 45″ O  |
|      | Großfahner       | Bienstädt                          | St. Peter und Paul                       | Ev.                      | | 51° 3′ 24″ N, 10° 49′ 39″ O  |
|      | Großrettbach     | Ingersleben                        | St. Gotthard                             | Ev.                      | Nachfolgebau einer Kirche, die 1821 abgerissen wurde. Schon am 4. November des gleichen Jahres wurde der Neubau wieder eingeweiht. | 50° 55′ 27″ N, 10° 51′ 40″ O |
|      | Günthersleben    | Seebergen                          | St. Petri                                | Ev.                      | Vermutlich bereits im 10. Jahrhundert stand an dieser Stelle eine romanische Kirche, die jedoch wegen Baufälligkeit zum großen Teil abgerissen wurde. Die heutige Kirche wurde 1694 auf den alten Grundmauern gebaut. Mittelteil des Kirchenschiffes aus romanischer Zeit. 30 m hoher Turm mit drei Glocken. Taufbecken aus dem 12. Jh. | 50° 54′ 8″ N, 10° 45′ 46″ O  |

## H
| Bild | Ort          | Kirchspiel Zugehör. | Name der Kirche         | Konf. | Bemerkungen | Geo- koordinaten                |
| ---- | ------------ | ------------------- | ----------------------- | ----- | --- | ------------------------------- |
|      | Haina        | Sonneborn           | Dorfkirche St. Johannes | Ev.   | | 50° 59′ 25″ N, 10° 31′ 5″ O     |
|      | Hausen       | Goldbach            | St.-Nikolai-Kirche      | Ev.   | Um 1148 als kleine Kapelle errichtet. Turm von 1601, 1603 Ausbau der Kirche zur heutigen Größe. Orgel von 1857 und Umbau in der Kirche. 1969 Neueindeckung des Turms und Instandsetzung der Uhr. | 51° 0′ 51,4″ N, 10° 43′ 36,6″ O |
|      | Herrenhof    | Hohenkirchen        | St.-Petri-Kirche        | Ev.   | Auch in Herrenhof vernichtete ein Großfeuer im Winter 1882 die im Kern mittelalterliche Ortslage mit der Vorgängerkapelle aus dem 17. Jahrhundert. Lediglich der massive Kirchturm, erst um 1839 fertiggestellt, entging der völligen Vernichtung. Der Neubau wurde auch aus Spendenmitteln wohlhabender Einwohner finanziert. Eine Glocke, die Orgel und ein Kronleuchter konnten ebenfalls durch Spendenmittel angekauft werden. In den 1970er Jahren offenbarten sich schwere Bauwerksschäden (Schwammbefall). Die Kirchgemeinde leistete 35.000 Arbeitsstunden, um ihr Gotteshaus zu sichern und in ein Gemeindezentrum umzubauen. | 50° 50′ 25″ N, 10° 41′ 28″ O    |
|      | Hochheim     | Goldbach            | St.-Nikolaus-Kirche     | Ev.   | Das Gebäude wurde im 15. Jahrhundert im spätgotischen Stil mit einem querrechteckigen Chorturm errichtet. Der Choranbau am Langhaus erfolgte 1616. Das Innere wurde durch mehrfache Umbauten im 18. und 19. Jahrhundert modernisiert, die heutige Fassung basiert auf der 1875 vorgenommenen Bauwerkssanierung. | 51° 1′ 4″ N, 10° 39′ 37″ O      |
|      | Hohenkirchen | Hohenkirchen        | St.-Gangolf-Kirche      | Ev.   | Das als spätgotische Saalkirche um 1511 geweihte Gotteshaus erhielt um 1576–1579 aus Steinmaterial des Georgenthaler Klosters einen Turmanbau. Im 17. und 18. Jahrhundert erfuhr die Dorfkirche mancherlei Beschädigungen und Umbauten. Auch die Kämpfe im April 1945 fügten der Kirche Schäden zu. | 50° 50′ 55″ N, 10° 42′ 5″ O     |
|      | Hörselgau    | Hörselgau           | St.-Bonifatius-Kirche   | Ev.   | Von der mittelalterlichen Kirche blieb nach zweimaligen Bränden im Dreißigjährigen Krieg (168/1640) nur der 30 m hohe Kirchturm mit der aus 1699 stammenden schiefergedeckten Haube erhalten. Die heutige Kirche mit ihrem etwa 22 × 11 m messenden Kirchenschiff entstand 1783–1785 am Platz der Vorgängerkirche. Im Inneren ist eine umlaufende Doppelempore vorhanden. Zu den Kunstschätzen der Kirche wird der Mittelschrein eines ehemaligen Flügelaltars mit fast lebensgroßen Figuren (Heiliger Bonifatius, Cyriakus, Michael u. a.) gerechnet, dieser wird als süddeutsche Arbeit vom Anfang des 16. Jahrhunderts bewertet.    | 50° 55′ 17″ N, 10° 35′ 2″ O     |

## I
| Bild | Ort         | Kirchspiel Zugehör. | Name der Kirche  | Konf. | Bemerkungen                                                                               | Geo- koordinaten            |
| ---- | ----------- | ------------------- | ---------------- | ----- | ----------------------------------------------------------------------------------------- | --------------------------- |
|      | Ingersleben | Ingersleben         | St. Maria-Kirche | Ev.   | Erbauungsjahr unbekannt, Turmbau vermutlich 1398, reich geschmücktes Emporenteil von 1647 | 50° 55′ 14″ N, 10° 56′ 6″ O |

## K
| Bild | Ort           | Kirchspiel Zugehör. | Name der Kirche   | Konf. | Bemerkungen | Geo- koordinaten               |
| ---- | ------------- | ------------------- | ----------------- | ----- | --- | ------------------------------ |
|      | Kleinfahner   | Bienstädt           | St.-Veit-Kirche   | Ev.   | 1865 im neugotischen Stil erbaut, auf dem Standort einer früheren Wallfahrtskirche | 51° 2′ 16″ N, 10° 50′ 54″ O    |
|      | Kleinrettbach | Bindersleben        | St.-Severi-Kirche | Ev.   | Die ursprünglich katholische Vorgänger-Kapelle St. Gallus wurde in den 1530er Jahren im Zuge der Reformation in Thüringen evangelisch. Die heutige gotische Kirche wurde vermutlich auf dem Fundament der Kapelle errichtet, die bis 1537 existierte. Ein Hinweis hierzu ist die Jahreszahl 1580, die in einen Türgewändesturz im Erdgeschoss des Turms eingemeißelt ist. | 50° 56′ 0,5″ N, 10° 53′ 6,4″ O |
|      | Kornhochheim  | Apfelstädt          | St. Nikolaus      | Ev.   | Erbaut im 12. Jh., Eingangsportal aus 15. Jh., Emporenmalerei von 1701 | 50° 54′ 4″ N, 10° 54′ 56″ O    |

## L
| Bild | Ort        | Kirchspiel Zugehör. | Name der Kirche                | Konf. | Bemerkungen | Geo- koordinaten             |
| ---- | ---------- | ------------------- | ------------------------------ | ----- | --- | ---------------------------- |
|      | Langenhain | Waltershausen       | St. Maria Magdalena            | Ev.   | In ortsbeherrschender Lage auf einer Anhöhe befindet sich die Kirche aus dem 11. Jahrhundert; Sie scheint als Wehrkirche konzipiert zu sein: Gräben und Mauern sind in Resten noch vorhanden. Nach den Nöten und Wirren des Siebenjährigen Krieges fand 1763–1766 ein Neubau statt. Orgel von 1768. Im Ostteil der Kirche konnten Reste von Wandmalereien aus dem 15. Jahrhundert gesichert werden. Schwammbefall in den 1970er Jahren führte zu einem Abriss-Beschluss, der jedoch dank Bürgereinsatz nicht umgesetzt wurde. | 50° 54′ 16″ N, 10° 31′ 12″ O |
|      | Laucha     | Mechterstädt        | St.-Kilian-Kirche              | Ev.   | Reste einer gotischen Vorgängerkirche blieben im Erdgeschoss des Turms erhalten. Die heutige Kirche wurde 1719 erbaut. Schwere Sturmschäden 1971 bis 1973 führten zu einer baupolizeilichen Schließung der Kirche Ende der 1980er Jahre. Ab 1992 wurde eine Sanierung durchgeführt. | 50° 55′ 40″ N, 10° 32′ 36″ O |
|      | Leina      | Sundhausen          | St.-Nikolaus-Kirche            | Ev.   | Die erste Kirche in Leina wurde im 12. Jahrhundert begonnen, der heutige Chor wurde als spätgotischer Bau begonnen. Um 1500 erfolgten weitere Umbauten, die heutige Gestalt erhielt die Kirche erst 1739. | 50° 54′ 4″ N, 10° 37′ 50″ O  |
|      | Luisenthal | Ohrdruf             | Herzog-Alfred-Gedächtniskirche | Ev.   | Am 3. November 1903 wurde auf dem Platz des 1719 geweihten Vorgängerbaues die neugotische Herzog-Alfred-Gedächtniskirche im Beisein der Herzogswitwe und zahlreicher Ehrengäste eingeweiht. Die Kirche erinnert an Herzog Alfred von Sachsen-Coburg-Gotha, der sich sehr um Luisenthal bemühte. | 50° 46′ 51″ N, 10° 43′ 19″ O |

## M
| Bild | Ort          | Kirchspiel Zugehör. | Name der Kirche    | Konf. | Bemerkungen | Geo- koordinaten             |
| ---- | ------------ | ------------------- | ------------------ | ----- | --- | ---------------------------- |
|      | Mechterstädt | Mechterstädt        | St. Marien         | Ev.   | Die heutige Kirche wurde um 1717 auf den Grundmauern einer Vorgängerkirche neu errichtet, hierbei fanden auch verschiedene Bauelemente und eine Marienfigur aus dem 14. Jahrhundert ihre Wiederverwendung. Der Innenraum wirkt besonders eindrucksvoll durch seine stattliche, einheitlich barocke Gestaltung. Mit Bildmotiven und Spruchbändern verzierte dreiseitige Doppelemporen und die 1770 erbaute Orgel prägen den Raumeindruck. Die barocke Innenausstattung ist von 1744. Unterhalb der Kuppel schmücken vier Ecktürmchen den Turm aus 1785. Die Malereien stammen von Georg Conrad Dörffling. Weiterhin gehören zur Ausstattung ein Kruzifix und ein Taufstein aus dem 16. Jahrhundert, eine Marienfigur aus dem 14. Jahrhundert und zwei Glocken des Glockengießers Heinrich Rausch in Erfurt von 1553 und 1619. Die Orgel von 1770 schuf der Gothaer Hoforgelbaumeister Carl Christian Hoffmann. | 50° 56′ 32″ N, 10° 31′ 20″ O |
|      | Metebach     | Metebach            | St. Johannes       | Ev.   | Erbaut 1259, Umbau 1712 mit Umgestaltung des Innenraums der Kirche. Eindrucksvolle Rötelmalereien im Stil des Bauernbarock und ein mit Sternen besetztes Holztonnengewölbe. | 50° 58′ 13″ N, 10° 36′ 30″ O |
|      | Molschleben  | Molschleben         | St. Peter und Paul | Ev.   | Vorgängerbau aus dem 8. oder 9. Jahrhundert, Der einschiffige spätgotische Neubau entstand gegen Ende des 15. Jh. Der gesamte Bau wurde in mehreren Bauabschnitten errichtet. Der östliche Teil, der Chor mit seinen schönen gotischen Fenstern wurde 1500 fertiggestellt. Dies wird durch einen Reliefstein an der Südostecke bestätigt. Die Kirche in Molschleben besitzt einen großen vierflügeligen Altar (um 1518 entstanden), er wird dem namentlich unbekannten sogenannten „Meister der Crispinuslegende“ zugeschrieben. | 51° 0′ 16″ N, 10° 42′ 53″ O  |
|      | Mühlberg     | Mühlberg            | St. Lukas          | Ev.   | Ersterwähnung 726, mittelalterliche Wehrkirche mit beeindruckenden spätgotischen figürlichen Wandmalereien von ca. 1500. Der barocke Innenausbau erfolgte 1680 bis 1740. Offener, imposanter, barocker Kirchenhimmel von 1704 in Eitemperafarbe. Seine Farben sind noch wie neu. Die Wandgemälde über dem Kanzelaltar entstanden etwa 1450 als Seccomalerei, wurden allerdings erst 1977 bei einer Renovierung wiederentdeckt. Die Kirche enthält eine kleine Radegundis-Kapelle. | 50° 52′ 2″ N, 10° 49′ 24″ O  |

## N
| Bild | Ort            | Kirchspiel Zugehör. | Name der Kirche     | Konf. | Bemerkungen | Geo- koordinaten             |
| ---- | -------------- | ------------------- | ------------------- | ----- | --- | ---------------------------- |
|      | Neudietendorf  | Neudietendorf       | Brüderkirche        | HBG   | In 1780 in einer Einheit mit dem Pfarrhaus in spätbarockem Stil als Fachwerkbau errichtet. Erste Orgel von 1781, jetzige Orgel von 1901. Interessanter Gottesacker. | 50° 54′ 45″ N, 10° 54′ 42″ O |
|      | Neudietendorf  | Neudietendorf       | St.-Johannis-Kirche | Ev.   | Nachfolgebau einer gotischen Kirche. Am Turm, dem ältesten Teil der Kirche, die Jahreszahl 1591. Neubau des Kirchenschiffes nach Plänen des Gothaer Architekten Alfred Cramer von 1904 bis 1916. | 50° 54′ 31″ N, 10° 54′ 49″ O |
|      | Neudietendorf  |                     | St. Raphael         | kath. | In direkter Nachbarschaft des Gottesackers der Brüderkirche, im Gnadenthaler Weg, flankiert von einem Pfarrgebäude und der Aufbahrungshalle für den Gottesacker. Ehemals der 1778 errichtete Lagerraum der damaligen Siegellackfabrik Lilienthal. Ursprünglich Siegellack-Kocherei, nach dem Zweiten Weltkrieg Gefangenenlager, später Kräuter- und Tabaktrockenraum. Seit 1958 kath. Kapelle. | 50° 54′ 43″ N, 10° 54′ 37″ O |
|      | Neufrankenroda | Metebach            |                     | ev.   | Die „Krypta“, ein als Versammlungsraum mit kleinem Altar ausgebautem Gewölbekeller, ist als Kirche angemeldet. Sie befindet sich auf dem Gelände der Diakonie-Einrichtung SILOAH. | 50° 58′ 11″ N, 10° 36′ 34″ O |
|      | Nottleben      | Frienstedt          |                     | Ev.   | Entstehung zwischen 1427 und 1493, Umbau 1521. Zur DDR-Zeit verfiel die Kirche, der Kirchturm erhielt 1983 ein neues Schieferdach. 1985 wurde das Dach des Kirchenschiffs abgetragen, nur die Außenmauern blieben stehen. Der Turm wurde 2008 gründlich saniert. Die drei gusseisernen Glocken von 1919 sind funktionstüchtig.                                                                 | 50° 57′ 8″ N, 10° 50′ 33″ O  |

## O
| Bild | Ort     | Kirchspiel Zugehör. | Name der Kirche | Konf. | Bemerkungen | Geo- koordinaten            |
| ---- | ------- | ------------------- | --------------- | ----- | --- | --------------------------- |
|      | Ohrdruf |                     | Michaeliskirche | Ev.   | Die Michaeliskirche war bis ins 18. Jahrhundert die Stadtkirche von Ohrdruf in Thüringen, deren Anfänge bis ins 8. Jahrhundert zurückreichen. Heute ist von ihr nur noch der Kirchturm erhalten. | 50° 49′ 43″ N, 10° 44′ 5″ O |
|      | Ohrdruf | Ohrdruf             | Siechhofskirche | Ev.   | Die Kirche wurde ganz im Norden der Stadt an einem mittelalterlichen Kapellenstandort (Siechenhof) nach den Abbrucharbeiten des dort 1603 errichteten Vorgängerbaus aus Fachwerk um 1780 im frühklassizistischen Stil erbaut. Sie sollte um 1930 als Verkehrshindernis abgebrochen werden. Es gelang, die Gothaer Behörden vom Wert dieser ungewöhnlichen Kirche zu überzeugen. Im Inneren befindet sich jetzt der 1510/1520 erschaffene Altar „Die heilige Sippe“. | 50° 50′ 0″ N, 10° 44′ 5″ O  |
|      | Ohrdruf | Ohrdruf             | St. Trinitatis  | Ev.   | Der Standort der 1709 bis 1714 errichteten Kirche liegt in der südlichen Vorstadt von Ohrdruf, dicht vor den Toren der Stadt. Der barocke Baukörper ist heute die Hauptkirche der Stadt und wird häufig für Konzerte genutzt. Hierbei kommt auch die Ratzmann-Orgel von 1814 zur Geltung, die 1992 und 2005 umfassend restauriert wurde. | 50° 49′ 23″ N, 10° 44′ 5″ O |

## P
| Bild | Ort            | Kirchspiel Zugehör. | Name der Kirche       | Konf. | Bemerkungen | Geo- koordinaten               |
| ---- | -------------- | ------------------- | --------------------- | ----- | --- | ------------------------------ |
|      | Petriroda      | Hohenkirchen        | St.-Salvator-Kirche   | Ev.   | Die kleine Dorfkirche misst 13,8 × 8,6 m in der Grundfläche, sie wurde 1714 begonnen. Schon in den 1980er Jahren wurde mit der Sanierung begonnen, 2002 wurde der Kirchturm saniert und neu eingedeckt (verschiefert).                                                                             | 50° 52′ 4″ N, 10° 42′ 10″ O    |
|      | Pferdingsleben | Friemar             | St.-Wigbert-Kirche    | Ev.   | 500 Jahre alte Kirche | 50° 58′ 14″ N, 10° 49′ 11,7″ O |
|      | Pfullendorf    | Goldbach            | St.-Bonifatius-Kirche | Ev.   | Hallenkirche, wird 1541 erstmals als Kirche „Zur lieben Frauen“ genannt. Heutige Kirche von 1831–1832. Turmsanierung 1703 und 1863. Zwei Glocken von 1728, eine der beiden musste 1839 wegen eines Sprungs umgegossen werden. Kronleuchter von 1852 (Johann Friedrich Marksohn). Turmuhr von 1906. | 51° 0′ 28″ N, 10° 43′ 23″ O    |

## Q
- keine Einträge

## R
| Bild | Ort      | Kirchspiel Zugehör. | Name der Kirche  | Konf. | Bemerkungen | Geo- koordinaten            |
| ---- | -------- | ------------------- | ---------------- | ----- | ----------- | --------------------------- |
|      | Remstädt | Goldbach            | St.-Lukas-Kirche | Ev.   |             | 50° 58′ 49″ N, 10° 41′ 3″ O |

## S
| Bild | Ort                    | Kirchspiel Zugehör. | Name der Kirche           | Konf. | Bemerkungen | Geo- koordinaten             |
| ---- | ---------------------- | ------------------- | ------------------------- | ----- | --- | ---------------------------- |
|      | Schmerbach             | Schwarzhausen       | Christuskirche            | Ev.   | Nachdem bereits um 1756 eine Dorfschule im Ort hatte eingeweiht werden können, reifte der Wunsch, auch die Kirche im Ort zu haben, es dauerte jedoch bis 1849, um das benötigte Startkapital für den Bau angespart zu haben. 1851 war das Bauwerk mit 17 × 10 m Grundfläche fertig gestellt. 1895 konnte die farbliche Gestaltung des Innenraums in einer überarbeiteten Form zum Wohlgefallen der Kirchgemeinde abgeschlossen werden. | 50° 54′ 3″ N, 10° 27′ 5″ O   |
|      | Schnepfenthal-Rödichen | Waltershausen       | St.-Peter-und-Paul-Kirche | Ev.   | Eine erste 1648 erbaute Kirche wurde 1699 abgeb rochen. Auf einem Werksteinsockel wurde 1823 ein schieferverkleideter Fachwerkbau mit Dachreiter errichtet und 1824 geweiht. | 50° 52′ 53″ N, 10° 34′ 46″ O |
|      | Schönau vor dem Walde  | Schönau v.d.W.      | Georgenkirche             | Ev.   | Die Kirche wurde 1691/92 auf älteren Grundmauern errichtet und von Gottfried Wunderlich (1689–1749) ausgemalt. 38 verschiedene Szenen der Bibel verzieren die Felder der doppelgeschossigen Emporen. Der Kanzelaltar stammt aus der Mitte des 18. Jahrhunderts, der Fuß des Taufsteins von 1569, seine Schale von aus dem 17. Jahrhundert. Der Mittelschrein eines ehemaligen Flügelaltars aus 1519 stammt noch aus der Vorgängerkirche, die von 1513 bis 1515 errichtet wurde. | 50° 51′ 28″ N, 10° 38′ 18″ O |
|      | Schwabhausen           | Mühlberg            | St.-Trinitatis-Kirche     | Ev.   | Neubau des Seitenschiffes 1701, Orgel von 1836 | 50° 53′ 18″ N, 10° 44′ 3″ O  |
|      | Schwarzhausen          | Schwarzhausen       | St.-Peter-und-Paul-Kirche | Ev.   | Von 1450 bis 1456 erfolgte am heutigen Standort der Bau der Vorgängerkirche von 1039 im spätgotischen Stil, in ihrer Nähe befand sich zu dieser Zeit eine kleine spätromanische Kapelle, die heute nicht mehr nachweisbar ist. Nach Beschädigungen im Dreißigjährigen Krieg wurde sie in der Mitte des 18. Jahrhunderts zur Dauerbaustelle. Als man um 1845 erneut mit immensen Bauschäden konfrontiert wurde, fiel das Bauwerk der Spitzhacke zum Opfer. Erst am 21. Juli 1850 konnte der Neubau geweiht werden. Im Inneren fallen der Flügelaltar aus dem Anfang des 16. Jahrhunderts und der aus einer Vorgängerkirche von 1623 erhaltene Taufstein auf. | 50° 54′ 7″ N, 10° 28′ 4″ O   |
|      | Seebergen              | Seebergen           | St. Georg                 | Ev.   | Errichtet von 1511 bis 1587 unter Verwendung des Seeberger Sandsteins. Über 40 m hoher Kirchturm mit oktogonalem Helmdach und umlaufender Wehrgalerie. Die zinnenbewehrte Kirchhofsmauer mit verschließbaren Pforten, Schießscharten und Kragsteine weisen auf die Wehrhaftigkeit der Kirche hin. Schöne Emporengalerien mit 60 biblischen Szenen in den Brüstungsfeldern aus dem 17. Jh., Orgel von 1822. | 50° 55′ 16″ N, 10° 47′ 56″ O |
|      | Sonneborn              | Sonneborn           | St.-Peter-und-Paul-Kirche | Ev.   | | 50° 59′ 23″ N, 10° 35′ 7″ O  |
|      | Sundhausen             | Sundhausen          | St. Nikolai               | Ev.   | erbaut um 1730 | 50° 55′ 39″ N, 10° 40′ 14″ O |

## T
| Bild | Ort              | Kirchspiel Zugehör.           | Name der Kirche           | Konf. | Bemerkungen | Geo- koordinaten                |
| ---- | ---------------- | ----------------------------- | ------------------------- | ----- | --- | ------------------------------- |
|      | Tabarz           | Tabarz-Cabarz                 | St.-Peter-und-Paul-Kirche | Ev.   | Die Kirche wurde von 1912 bis 1914 errichtet und am 17. Mai 1914 eingeweiht. Das Altargemälde ist eine Kopie eines niederländischen Meisters, das die Ehefrau des Bauherrn des Schlosses Zimmerberg in Tabarz der Kirchgemeinde überließ. | 50° 52′ 44″ N, 10° 30′ 44″ O    |
|      | Tabarz           | Friedrichroda/ Waltershausen  | St.-Marien-Kirche         | Kath. | | 50° 52′ 33″ N, 10° 30′ 49″ O    |
|      | Tambach-Dietharz | Tambach-Dietharz              | Bergkirche (Dietharz)     | Ev.   | Die erste Kirche von Dietharz von 1040 wurde im Schmalkaldischen Krieg zerstört. 1570 wurde ein Neubau errichtet, der dem Dreißigjährigen Krieg zum Opfer fiel. Erst 1708 wurde der Grundstein für den Neubau auf den Grundmauern der Vorgängerkirche gelegt. Von der Vorgängerkirche von 1040 konnte der Taufstein von 1560 und ein Altarschrein von 1500 gerettet werden. Das heutige Gotteshaus wurde nach Renovierung am 15. September 1968 eingeweiht. | 50° 47′ 30″ N, 10° 37′ 24″ O    |
|      | Tambach-Dietharz | Tambach-Dietharz              | Lutherkirche (Tambach)    | Ev.   | Die in der Ortslage von Tambach befindliche Lutherkirche wurde 1537 von Luther aufgesucht, als er eine Rastpause im Ort hatte. Die Lutherkirche wurde 1684 und 1842 durch Brände beschädigt, die heutige Kirche wurde 1844 geweiht. Turm von 1861. Nach Beschädigungen Ende 1945 wurde die Kirche vom Schwamm befallen. 1972 bis 1976 entstand hier ein Gemeindezentrum mit Gemeinderäumen im Erdgeschoss und einem Kirchensaal. Die 1919 von Karl Barth in den Gemeinderäumen der Tambacher Kirche gehaltene „Tambacher Rede“ war ein Anstoß für die theologische Neubesinnung in der Protestantischen Kirche Thüringens. | 50° 47′ 31″ N, 10° 36′ 31″ O    |
|      | Teutleben        | Hörselgau                     | St. Michaelis             | Ev.   | Vorgängerkirche von 1262. Heutige Kirche von 1673/74 als Sankt-Michael-Kirche eingeweiht. Chor und Langhaus haben die gleiche Breite und besitzen eine halbtonnenförmige Holzdecke. Die Emporen an Nord- und Westwand stehen auf geschnitzten Säulen. Die Bemalung, auch die der umlaufenden Doppelemporen, größtenteils aus 1719 (Maler Joh. Seb. Preger, 1676–1739, aus Eisenach). Barocke Kanzel von 1675. Dreiflügeliger Schnitzaltar von 1500. Orgel von 1696. Letzte Reparatur von 1994 (Dachstuhl und Neueindeckung des Kirchenschiffs).                                                                            | 50° 56′ 45″ N, 10° 33′ 52″ O    |
|      | Tröchtelborn     | Friemar                       | St.-Bonifatius-Kirche     | Ev.   | Über 1000 Jahre alt. Wertvollstes Stück in der Kirche ist die historische Volckland-Orgel, die in den Jahren 1757 bis 1767 erbaut wurde. | 50° 59′ 30,1″ N, 10° 49′ 6,8″ O |
|      | Trügleben        | Gotha III (Versöhnungskirche) | St. Johannis Kirche       | Ev.   | Der Kirchturm mit dicken Mauern und die Gewölbedecken wurde im Jahre 1404 erstmals als Wehrturm erwähnt. 1520 wurde mit dem Bau der Kirche seine Funktion vom Wehr- zum Wach- und Kirchturm erweitert. | 50° 57′ 5″ N, 10° 37′ 54″ O     |
|      | Tüttleben        | Seebergen                     | St.Viti-Kirche            | Ev.   | Aus einer lateinischen Inschrift am Kirchturm ist zu entnehmen, dass dieser am 22. März 1463 errichtet wurde. Vermutlich gab es jedoch schon eine Vorgängerkirche, wie so oft in dieser Gegend. Die üppig verzierte Kanzel aus der Renaissance-Zeit ist der auffallendste Schmuck im Kircheninneren. Zwei Leinwandgemälde zeigen Martin Luther und den 1728 verstorbenen Pfarrer Jakob F. Thiele. | 50° 56′ 40″ N, 10° 47′ 39″ O    |

## U
| Bild | Ort      | Kirchspiel Zugehör.      | Name der Kirche     | Konf. | Bemerkungen | Geo- koordinaten            |
| ---- | -------- | ------------------------ | ------------------- | ----- | --- | --------------------------- |
|      | Uelleben | Gotha IV (Schlosskirche) | St.-Johannes-Kirche | Ev.   | Am Ort einer älteren Kirche aus dem 14. Jahrhundert wurde das heutige Gotteshaus unter Einbeziehung des alten Turms um 1640 neu errichtet. Im Inneren kamen 2008 bei Sanierungsarbeiten Wandbilder des 17. Jahrhunderts zum Vorschein. Die künstlerische Ausgestaltung der Kirche wurde 1911 im Jugendstil vorgenommen. | 50° 54′ 47″ N, 10° 42′ 0″ O |

## W
| Bild | Ort                    | Kirchspiel Zugehör. | Name der Kirche                                     | Konf. | Bemerkungen | Geo- koordinaten                 |
| --- | ---------------------- | ------------------- | --------------------------------------------------- | ----- | --- | -------------------------------- |
| | Wahlwinkel             | Hörselgau           | St.-Gotthard-Kirche                                 | Ev.   | Die erste Erwähnung der Kirche in Wahlwinkel stammt aus dem Jahr 1401. Die heutige Kirche wurde 1496 geweiht, der markante Turm wurde 1505 vollendet. Neubau 1827/28, Orgel von 1829 von Orgelbauer Hesse in Dachwig. Im Inneren der Kirche befindet sich als Besonderheit eine frühgotische Krypta. Die Kirche wird gegenwärtig (2011) baulich saniert. | 50° 54′ 3″ N, 10° 36′ 1″ O       |
| | Waltershausen          | Waltershausen       | Stadtkirche «Zur Gotteshilfe»                       | Ev.   | Die heutige Kirche von 1719 bis 1723 ist ein barocker Zentralbau und gilt als Vorläufer der Dresdner Frauenkirche (1726–1738). Sie beherbergt die größte Barockorgel Thüringens. Als Vorgängerkirche gilt die Liebfrauenkirche, eine spätgotische Hallenkirche, welche 1326 erstmals urkundlich erwähnt wurde. Der untgere Teil des Kirchturms ist von 1458. Die Kirche bieten 1200 Menschen Platz. Orgel 1725 von Heinrich Gottfried Trost (um 1680–1759). | 50° 53′ 53″ N, 10° 33′ 21″ O     |
| | Waltershausen          | Waltershausen       | Kapelle «Unsere liebe Frau vom heiligen Rosenkranz» | Kath. | Dis Katholische Kirchgemeinde in Waltershausen entstand nach 1920 und nutzte zunächst die Burgkapelle von Schloss Tenneberg. Durch den Umbau eines Wirtschaftsgebäudes entstand 1965/66 die Kapelle am Schönrasen. Die Weihe mit Altarkonsekration erfolgte am 7. Oktober 1966 durch Bischof Hugo Aufderbeck. Selbstständige Pfarrkuratie wurde die Gemeinde Waltershausen 1968, hier folgte auch die rechtliche Abtrennung von der Mutterpfarrei. Nach kurzzeitiger Selbstständigkeit gehörte Waltershausen wieder zur Pfarrei Friedrichroda Seit 2012 ist „Unsere liebe Frau vom heiligen Rosenkranz“ Filialgemeinde der Pfarrei St. Bonifatius.                                                          | 50° 54′ 0″ N, 10° 33′ 17″ O      |
| | Waltershausen-Ibenhain | Waltershausen       | Kapelle «Unserer Lieben Frauen»                     | Ev.   | Bis zur Reformation war die im 14. Jahrhundert erbaute Kapelle von Ibenhain ein beliebter Wallfahrtsort. Ihre heutige Gestalt erhielt die Kirche bei einer Renovierung im 18. Jahrhundert. Das nur 10 × 6 Meter messende Kirchlein wurde 1802 mit einem verschieferten Dachreiter für das Glöcklein verschönert. Im Zweiten Weltkrieg wurden über dem Ort Ibenhain im Februar 1945 Sprengbomben abgeworfen, die auch die Kirche beschädigten, 20 Tote waren im Ort zu beklagen. | 50° 53′ 31″ N, 10° 34′ 10″ O     |
| | Wandersleben           | Apfelstädt          | St. Petri                                           | Ev.   | Erste Erwähnung 1143, Turm aus dem 15. Jh., barocke Innenausstattung, Schröter-Orgel von 1724, Grablege verschiedener ansässiger Adelsgeschlechter | 50° 53′ 50,1″ N, 10° 51′ 15,7″ O |
| | Wangenheim             | Wangenheim          | St.-Trinitatis-Kirche                               | Ev.   | Im Stammort des reich begüterten gleichnamigen Adelsgeschlechts von Wangenheim entstand die noch im 14. Jahrhundert auf einem Hügel in der Ortslage errichtete Kirche nördlich der nicht mehr existenten Schlossanlage. In der 1690 teilweise umgebauten Kirche finden sich in der Fassade noch gotische Maßwerkfenster. Der heute reparaturbedürftige Westturm wurde später im gotischen Baustil erneuert. Schon im 19. Jahrhundert begann mit Unterstützung der Stifterfamilie die schrittweise Neugestaltung des Innenbereiches, zunächst ein Einbau der Doppelemporen und 1911 die farbige Ausmalung mit biblischen Szenen. Aus vorreformatorischer Zeit blieb der Kirchgemeinde ein Kruzifix erhalten. | 51° 1′ 16″ N, 10° 37′ 31″ O      |
| | Warza                  | Wangenheim          | St. Johannes                                        | Ev.   | Die bereits um 1520 im spätgotischen Stil begonnene Kirche wurde mehrfach verändert. Der Chor verfügt noch über die Spitz- und Vorhangbogenfenster aus der ursprünglichen Bauphase, die Fassade des Kirchenschiffs wurde zuletzt 1768 in barocker Fassung modernisiert. Der zugehörige Turm ist ein Anbau von 1585 und erhielt 1768 eine barocke Turmhaube. | 50° 59′ 44″ N, 10° 41′ 20″ O     |
| | Wechmar                | Mühlberg            | St. Viti                                            | Ev.   | Vorgängerkirche aus dem 8. Jh., 1467 Neubau, Orgel von 1652, 1832 Abriss wegen Baufälligkeit nach Blitzeinschlag, 1843 Fertigstellung der neuen Kirche mit oktogonalem Grundriss. Der Turm hat eine Höhe von 68 m und ist einer der höchsten Kirchtürme Thüringens. | 50° 53′ 28″ N, 10° 46′ 27″ O     |
| | Weingarten             | Metebach            | Weingartener Kirche (ohne Namen)                    | Ev.   | Die kleine, im Kern romanische Kirche befindet sich im Zentrum der Ortslage. | 50° 58′ 22″ N, 10° 32′ 23″ O     |
| | Westhausen             | Wangenheim          | St. Vitus                                           | Ev.   | | 51° 0′ 59″ N, 10° 41′ 24″ O      |
| | Winterstein            | Winterstein         | St.-Johannis-Kirche                                 | Ev.   | Erst 1703 stimmte Bernhard von Wangenheim dem Bau einer Dorfkirche zu, die als Nachfolgebau einer Kirche von 1392 errichtet wurde. Zunächst entstand das Gotteshaus, zeitgleich wurde auch die Dorfschule und der Neue Friedhof angelegt. Schon um 1850 war dieses Gebäude durch bauliche Mängel (Schwammbefall?) schwer beschädigt und wurde 1855 durch das heutige Gebäude, einer schlichten Saalkirche mit hölzerner Tonne und umlaufender Empore ersetzt. | 50° 53′ 3″ N, 10° 27′ 20″ O      |
| Bild gesucht Die Wikipedia wünscht sich an dieser Stelle ein Bild vom Ort mit diesen Koordinaten 50.88328 10.4565 . Motiv: Kirche Winterstein Falls du dabei helfen möchtest, erklärt die Anleitung , wie das geht. BW | Winterstein            |                     | St. Joseph                                          | Kath. | Die am 28. November 1958 geweihte Kirche entstand als Gotteshaus für die in Winterstein ansässig gewordenen Heimatvertriebenen katholischen Glaubens aus Schlesien und dem Sudetenland. | 50° 53′ 0″ N, 10° 27′ 23″ O      |
| | Wipperoda              | Schönau v.d.W.      | St.-Wigbert-Kirche                                  | Ev.   | Die erste Kirche in Wipperoda soll bereits im 12. Jahrhundert erbaut worden sein, Teile dieses Baus blieben in dem heutigen Gemäuer erhalten (Portal in der Langhausseite). Die heutige Kirche wurde im 16. Jahrhundert neu errichtet und hat eine Grundfläche von etwa 9 × 6 Meter. Das Innere wurde zunächst im barocken Baustil in den 1780er Jahren erneuert (Doppelempore, Spiegelgewölbe, Kanzelbau), es folgten mehrfach kleinere Modernisierungen, um dem wechselnden Zeitgeschmack zu genügen. | 50° 52′ 19″ N, 10° 39′ 39″ O     |
| | Wölfis                 | Crawinkel           | St. Crucis                                          | Ev.   | Ein Brand vernichtete 1735 die Vorgängerkirche. Der Neubau wurde am 16. Oktober 1736 eingeweiht. Der heutige Bau besitzt drei Emporen und einen Kanzelaltar in der Apsis. Die Arbeiten an der mit Stuckaturen reich verzierten Decke zogen sich bis 1773 in die Länge. Die Orgel schuf der Ohrdrufer Orgelbauer Georg Franz Ratzmann 1819. | 50° 48′ 36″ N, 10° 46′ 43″ O     |
| | Wölfis                 |                     | Königreichssaal der Zeugen Jehovas                  | ZJ.   | | 50° 48′ 19″ N, 10° 46′ 40″ O     |

## Z
| Bild | Ort          | Kirchspiel Zugehör. | Name der Kirche | Konf. | Bemerkungen | Geo- koordinaten             |
| ---- | ------------ | ------------------- | --------------- | ----- | --- | ---------------------------- |
|      | Zimmernsupra | Bindersleben        | St. Jacobus     | Ev.   | Zu den Sehenswürdigkeiten der Gemeinde zählt besonders die Kirche. Vom ersten Kirchenbau 1494 stammt noch der mächtige Westturm der Kirche. Das Kirchenschiff wurde um 1725 im Stile des Barock neu gebaut, mit polygonalem Chorabschluss und Mansarddach. Der Turm wurde erhöht und bekam eine Schieferhaube. Im Innenraum ist ein großer Teil der originalen Bemalung erhalten. Die Kirche hat eine Orgel des Erfurter Orgelbauers Franciscus Volckland aus dem Jahre 1738. Der Kanzelaltar mit den Figuren von Moses und von Johannes dem Täufer und der Ostchor gelten als besonders sehenswert. An den Restaurierungsarbeiten in den Jahren 1996 bis 2010 beteiligten sich finanziell die Kirchengemeinde, der Förderverein, der Kirchenkreis, der Freistaat Thüringen, das Landesdenkmalamt und nicht zuletzt die Deutsche Stiftung Denkmalschutz mit über 100.000 Euro. 1998/99 wurde auch die Orgel überarbeitet und ihr ursprünglicher klanglicher Zustand wiederhergestellt. | 50° 59′ 23″ N, 10° 52′ 16″ O |